# Rue des Tondeurs (Mulhouse)
La rue des Tondeurs (en alémanique alsacien : Frescheweid [ˈfreʃəˌvajd̥]) est une rue piétonne du centre-ville de Mulhouse, en Alsace.

## Situation
La rue des Tondeurs s'étend sur environ 120 m de la rue du Sauvage à l'est à la place des Tonneliers à l'ouest. Sur son tracé, elle croise sur son flanc sud la rue des Charrons, une courte allée piétonne qui mène à la rue Paille, par laquelle on peut rejoindre la cour des Maréchaux.

## Historique du nom
La rue des Tondeurs est une des plus anciennes voies de Mulhouse. Elle est mentionnée par écrit dès le XIVe siècle sous le nom latin Vicus Sancti Urbani (« rue Saint-Urbain »). Ce nom fait référence à la statue du pape Urbain Ier qui se serait probablement trouvée au croisement de la rue du Sauvage. Toutefois, la rue ne porte aucun nom sur le plan Merian de l'an 1642. En 1797, elle est mentionnée sous le nom en allemand standard Frösche Weid, qui signifie « pâturage aux grenouilles ». Ce nom fait référence aux grenouilles qui vivaient autrefois dans le Tränkbàch non loin de la rue du Sauvage. Dans son inventaire des rues de 1815, Mathieu Mieg donne à la rue trois noms : Urbanusgasse (« rue Saint-Urbain ») et Frösche Weid en allemand standard, ainsi que rue des Tondeurs en français, en référence aux nombreux ateliers de tondeurs de draps qui se trouvaient dans la rue. Ce nom est officiellement adopté par un décret du conseil municipal de Mulhouse le 11 novembre 1843.
Après la cession de l'Alsace-Lorraine à l'Empire allemand, la rue est officiellement dénommée Fröschenweide en allemand standard en 1882. À la fin de la Première Guerre mondiale, elle est renommée impasse des Tondeurs en français, avant que le nom allemand ne soit restauré le 16 août 1940 par l'administration du Troisième Reich. À la Libération de la ville fin 1944, la rue reprend le nom d'impasse des Tondeurs, avant d'être renommée rue des Tondeurs par un décret municipal le 18 septembre 1989.
La signalétique bilingue avec le nom alsacien Frescheweid est apposée en 2016.

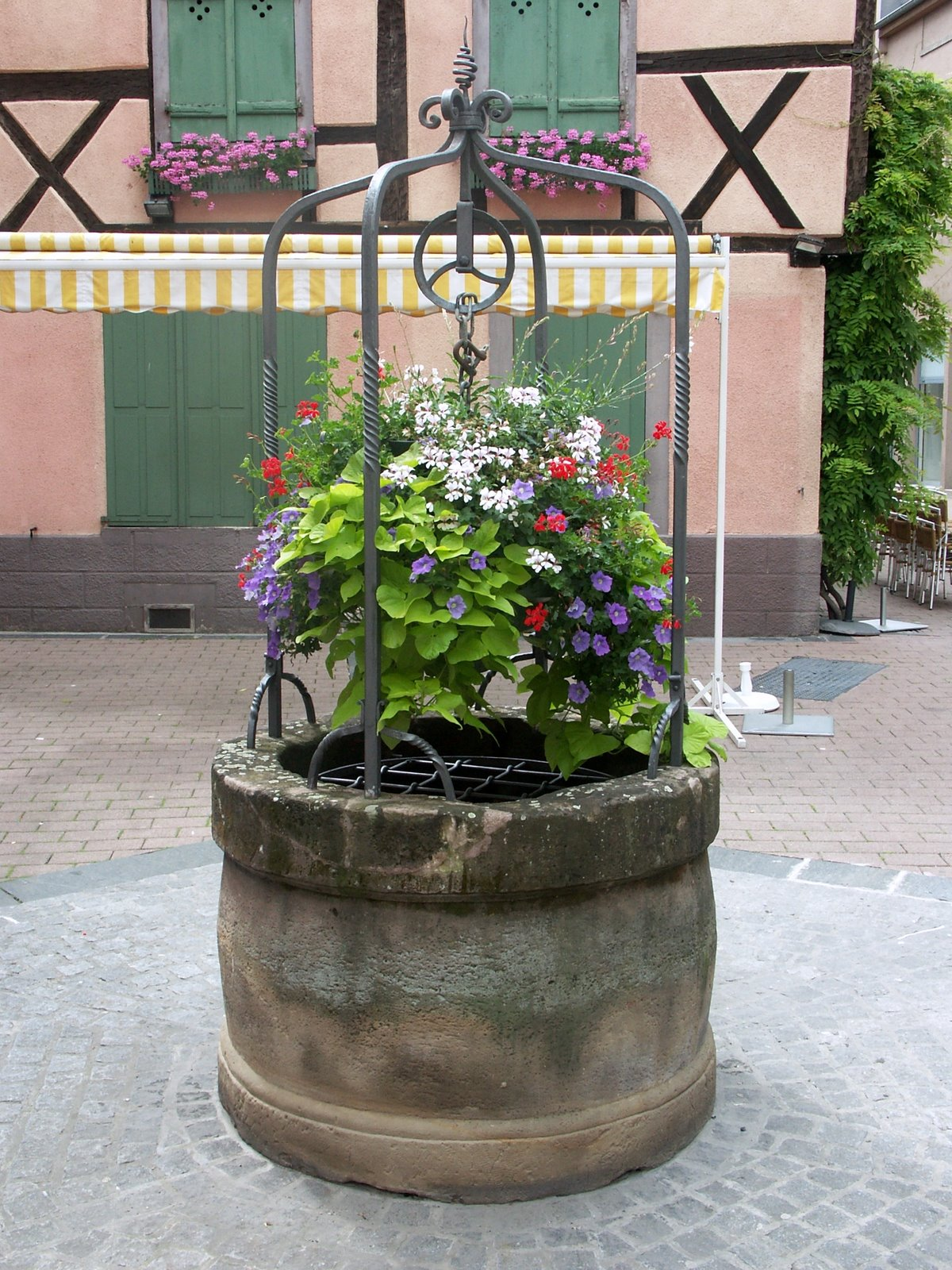
Un puits sur la rue des Tondeurs